# Hradište (Poltár)
Hradište (ungarisch Várkút – bis 1907 Hradistya) ist eine Gemeinde in der südlichen Mittelslowakei mit 226 Einwohnern (Stand 31. Dezember 2024) und gehört zum Okres Poltár, einem Kreis des Banskobystrický kraj.

## Geographie

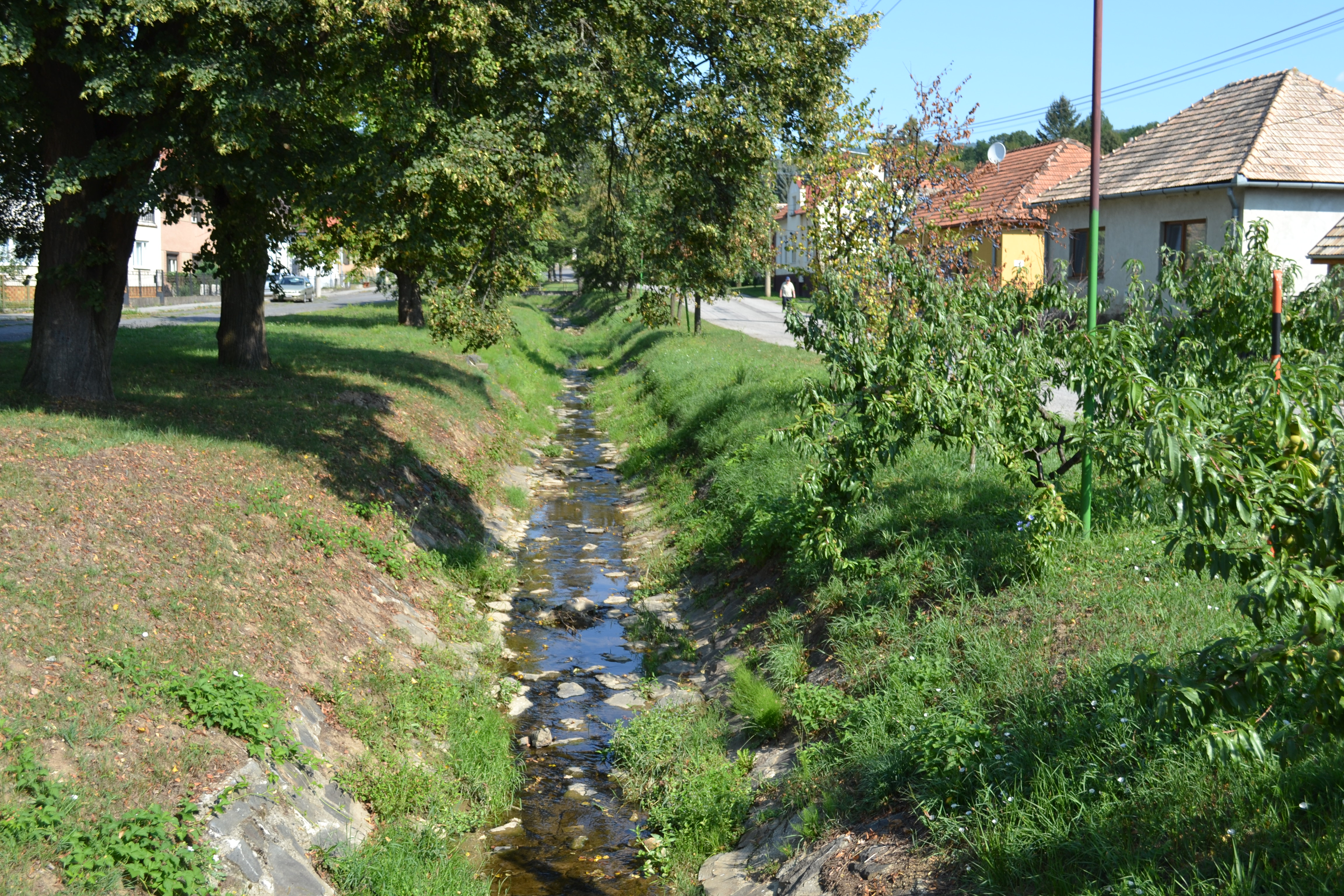
Bach Držkovo in Hradište

Die Gemeinde befindet sich im Südwestteil des Slowakischen Erzgebirges und im Teilgebirge Stolické vrchy im Tal des Baches Držkovo im Einzugsgebiet des Ipeľ. Das Ortszentrum liegt auf einer Höhe von 302 m n.m. und ist 12 Kilometer von Poltár entfernt.
Nachbargemeinden sind Málinec (Hauptort und Ortsteil Ipeľský Potok) im Westen und Norden, Krná im Nordosten und Osten, Uhorské im Südosten und Ozdín (Ortsteil Bystrička) im Süden.

## Geschichte

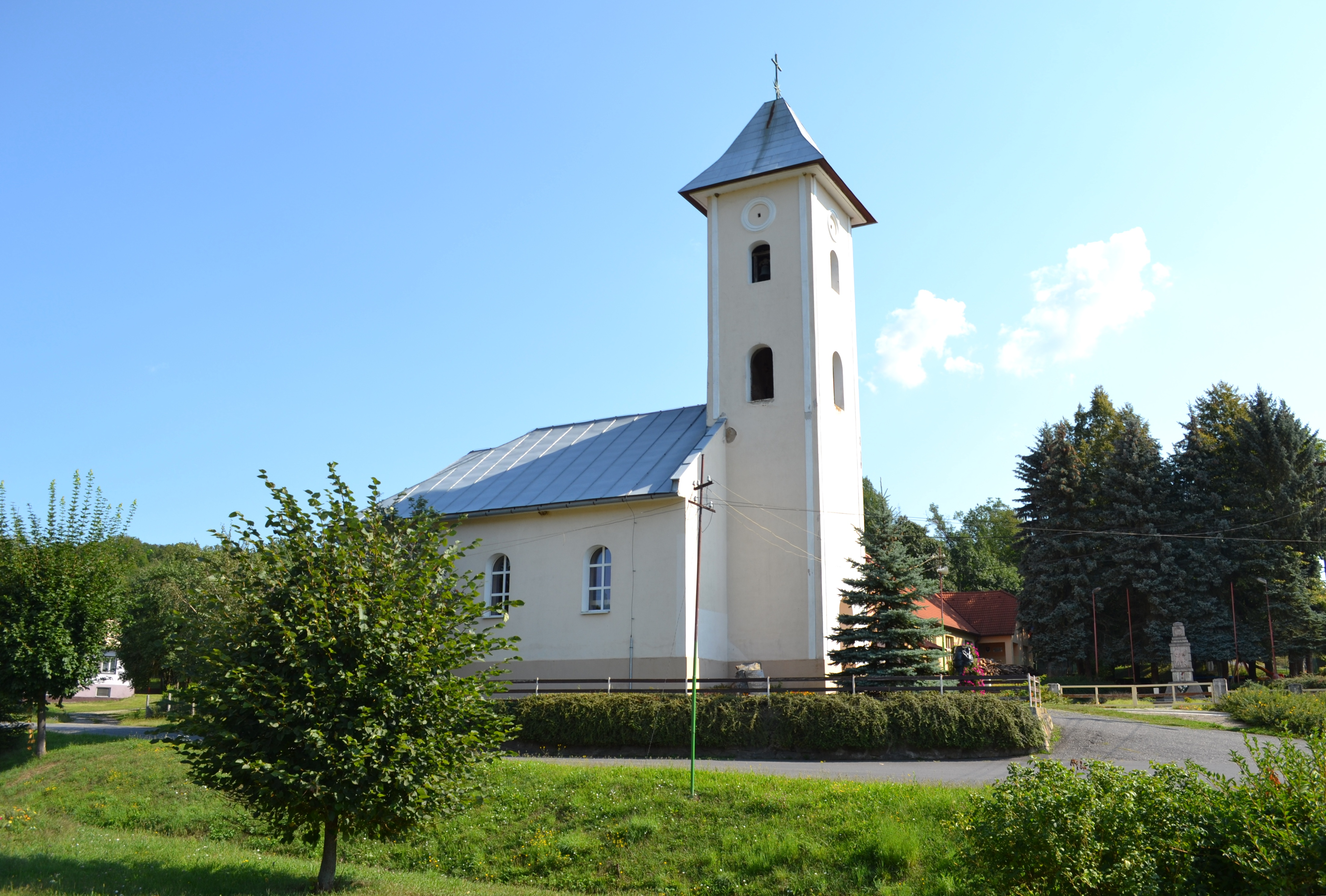
Evangelische Kirche

Hradište wurde wahrscheinlich im 13. Jahrhundert gegründet, zum ersten Mal aber erst 1411 als Hradischa schriftlich erwähnt und gehörte zum Herrschaftsgebiet der Burg Fileck. 1828 zählte man 60 Häuser und 608 Einwohner, die als Landwirte beschäftigt waren, doch bis zum 19. Jahrhundert waren holzverarbeitende Zweige (Zimmerleute, Hersteller von Holzgeschirr) von großer Bedeutung. 1831 und 1873 wurde der Ort von Pestepidemien heimgesucht.
Bis 1918/1919 gehörte der im Komitat Neograd liegende Ort zum Königreich Ungarn und kam danach zur Tschechoslowakei beziehungsweise heute Slowakei.

## Bevölkerung
| Jahr                | 1994 | 2004    | 2014     | 2024    |
| ------------------- | ---- | ------- | -------- | ------- |
| Anzahl der Personen | 306  | 290     | 245      | 226     |
| Unterschied         |      | −5,22 % | −15,51 % | −7,75 % |

| Jahr                | 2023 | 2024    |
| ------------------- | ---- | ------- |
| Anzahl der Personen | 224  | 226     |
| Unterschied         |      | +0,89 % |

Gemäß der Volkszählung 2011 wohnten in Hradište 255 Einwohner, davon 233 Slowaken, 18 Roma sowie jeweils ein Tscheche und Ukrainer. Zwei Einwohner machten keine Angabe zur Ethnie.
115 Einwohner bekannten sich zur Evangelischen Kirche A. B., 66 Einwohner zur römisch-katholischen Kirche, fünf Einwohner zur griechisch-katholischen Kirche und ein Einwohner zur evangelisch-methodistischen Kirche. 35 Einwohner waren konfessionslos und bei 33 Einwohnern wurde die Konfession nicht ermittelt.

## Bauwerke und Denkmäler
- evangelische Kirche im Secessionsstil aus dem Jahr 1898, nach anderen Quellen aus dem Jahr 1884[6]
- Landsitz im klassizistischen Stil aus dem Jahr 1822